# Victor Pițurcă

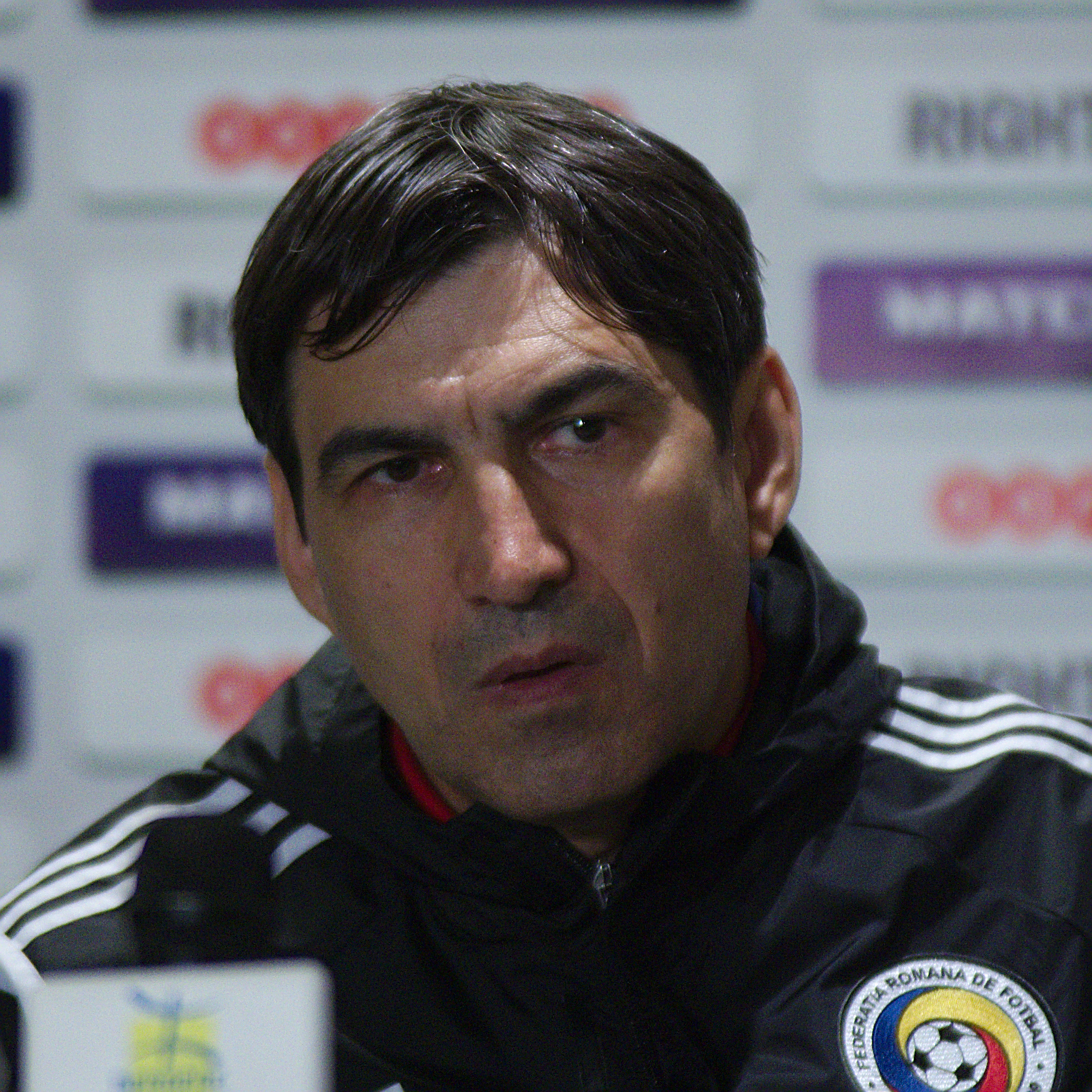
Victor Pițurcă (2014)

Victor Pițurcă [viktor picurka] (* 8. května 1956, Orodel, Rumunsko) je bývalý rumunský fotbalový útočník a reprezentant a pozdější fotbalový trenér.
 Mimo Rumunsko působil na klubové úrovni ve Francii. Za svou hráčskou kariéru nasbíral celou řadu titulů, mj. v PMEZ 1985/86 (se Steauou Bukurešť).
Jako trenér vedl mj. rumunský národní tým.

## Klubová kariéra
- FC Universitatea Craiova 1970–1974 (mládežnické týmy)
- Dinamo Slatina 1974–1975
- FC Universitatea Craiova 1975–1977
- CS Pandurii Târgu Jiu 1977–1978
- FC Drobeta-Turnu Severin 1978–1979
- FC Olt Scornicești 1979–1983
- FC Steaua București 1983–1989
- RC Lens 1989–1990

## Reprezentační kariéra
Reprezentoval Rumunsko. V A-mužstvu debutoval 27. 3. 1985 v přátelském zápase v Sibiu proti týmu Polska (remíza 0:0). Celkem odehrál v letech 1985–1987 za rumunský národní tým 13 zápasů a vstřelil 6 gólů.